# Pelzkonfektion

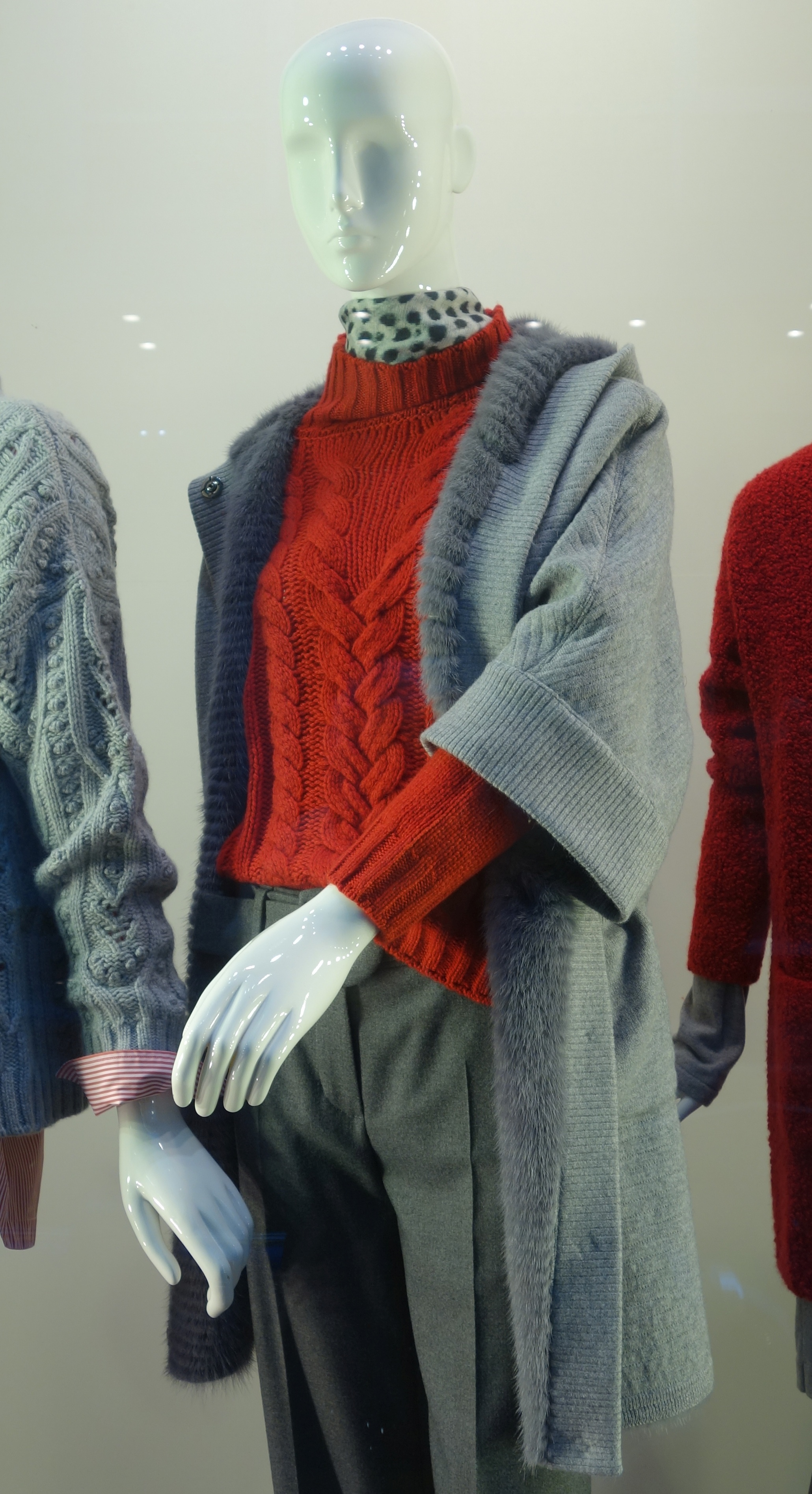
Konfektionierter nerzgefütterter Wollmantel (2021)

Als Pelzkonfektion werden zum Verkauf fertig gearbeitete Pelzbekleidungsstücke bezeichnet, im engeren Sinn die von Pelzkonfektionären oder anderen Großhandels-Vertriebsformen für den Einzelhandel angebotene Pelzbekleidung.
Das Pelzlexikon von 1950 definierte „Konfektionieren“ aus der Sicht des handwerklichen Kürschners: „Das Wort bedeutet soviel wie anfertigen und doch unterscheiden wir in der Pelzwirtschaft zwischen Kürschnerware und Konfektion. Letztere ist mehr Schablonenarbeit für Pelzhandelsgeschäfte, Warenhäuser etc., die von Konfektionsgrossisten oder Pelzgrossisten beliefert werden. Der Kürschner hingegen wird für seine Detailkundschaft individueller schaffen und den Zug ins allgemeine, massenhafte, vermeiden. Darin besteht der wesentliche Unterschied zwischen Kürschnerware und Konfektionieren“.
Die Branche der Pelzkonfektion, eine Sparte der Rauchwarenwirtschaft, beschäftigt sich mit der Herstellung fertiger Pelzbekleidung aus einzelnen Fellen und Halbfertigprodukten und deren Vertrieb als Großhandel. Der Unterschied einer industriellen Pelzfertigung besteht weniger in den dazu notwendigen Tätigkeiten, die weitgehend die gleichen wie beim klassischen Kürschnerhandwerk sind. Der Unterschied liegt mehr in der industriellen Aufteilung der einzelnen Arbeitsschritte, den höheren Produktionszahlen, insgesamt und vom gleichen Modell, sowie eventuell in einem weniger großen Anspruch an handwerkliche Feinheiten der Verarbeitung. Eine Spezialisierung innerhalb der Konfektionsfirmen fand im Wesentlichen zwischen den Herstellern von Pelzmänteln, Pelzjacken und ähnlichen größeren Pelzbekleidungsstücken und denen von Pelzkopfbedeckungen statt, wobei letztere auch andere Pelzkleinteile herstellten und vertrieben. Stoffmäntel mit Pelzbesatz gehörten ebenfalls zum Angebot mancher Pelzkonfektionsfirmen. Kaufhaus- und Textilketten ließen sie, soweit angeboten, jedoch großteils im Eigenauftrag bei Zwischenmeistern herstellen.

## Geschichte
Die gewaltige Entwicklung der Pelzmode seit Ende des 19. Jahrhunderts geschah wesentlich durch die Großbetriebe der Pelzbranche. Begünstigt wurde dies durch die Erfindung und Einführung der Pelznähmaschine, die eine sehr viel schnellere und damit kostengünstige Herstellung der Pelzbekleidung ermöglichte.
Das erste, zumindest größere europäische Pelzkonfektionsunternehmen war Revillon Frères in Paris.
Ursprünglich befanden sich die Produktion und der Absatz der Pelzwaren in einer Hand, beim Kürschner. Er kaufte die Rohfelle, richtete sie zu und stellte daraus die Handelsware her, um sie dann direkt an den Endverbraucher zu verkaufen. Einzelne Kürschner begannen damit, die von ihnen gegerbten Felle im Wiederverkauf auch an Kollegen abzugeben. Eine erste Spezialisierung erfolgte durch die Trennung der die Felle zubereitenden und veredelnden Betriebe, den Pelzzurichtern und/oder Pelzveredlern, von den die Pelzsachen herstellenden Kürschnern. Der Großhandel mit Pelzkonfektion geschah zuerst ausschließlich durch Kürschner, die weiterhin ein Detailgeschäft unterhielten. Später kamen Fellhändler hinzu, die in eigener Werkstatt oder mit Zwischenmeistern hergestellte Pelzhalbfabrikate oder fertige Pelzwaren vertrieben. Anfangs waren es hauptsächlich Galanterieartikel die konfektioniert wurden, wie Muffe, Pelzbaretts, Pelzkrawatten, Pelzkolliers, Pelzboas, Pelzkragen, Pelzschärpen und verschiedene Formen kleiner Capes und Schals aus Fell. In wesentlichem Umfang folgte die sogenannte Großkonfektion, die Herstellung von Bolerojäckchen, Pelzjacken und -mänteln, erst später. Das erste Material, das für Damenjacken und -mäntel mit dem Fell nach außen verarbeitet wurde, war das Sealfell, das vom Oberhaar befreite Fell der Pelz- oder Ohrenrobbe.
Nach dem Einstieg einzelner Kürschner in den Pelzwarengroßhandel und der Gründung von Pelzgroßhandlungen belieferten diese Unternehmen nicht nur Pelzgeschäfte, sondern bald, in zumeist größerem Ausmaß, den Bekleidungseinzelhandel, einschließlich der Kauf- und Versandhäuser. Sie trugen dadurch entscheidend zur allgemeinen Verbreitung des Pelzes auch in der weniger wohlhabenden Bevölkerung bei.
Große Kürschnereien verlegten den Schwerpunkt ihrer Tätigkeit in die kaufmännische Leitung ihres Geschäfts, das jetzt anstelle nur Einzelanfertigung eigene und fremdkonfektionierte Ware vorrätig hielt. Der Berliner Kürschnermeister Paul Larisch, mit langer Berufserfahrung als Werkstattleiter bei Revillon in Paris, stellte 1928 fest:
„Dem kleinen, wirtschaftlich schwachen Kürschner wird es immer schwerer einen eigenen Laden zu behaupten Ihm fallen hauptsächlich undankbare Reparaturen und Flickarbeiten zu. Ein anderer Teil wird, freiwillig oder gezwungen, Lohngewerbetreibender. […] Die jetzt schon ersichtliche gefährliche Auswirkung der Industrialisierung zeigt sich besonders in dem Faktum, dass der eigentliche gelernte Kürschner im Produktionsprozess, neben der kaufmännischen und künstlerischen Leitung, mehr und mehr nur auf die Ausführung der technischen Arbeit zurückgedrängt, oder im Falle er ein eigenes Geschäft besitzt, oft nur zum Verkäufer fertiger Gegenstände wird. Je mehr diese Entwicklung aber zunimmt, desto gefährlicher wird für den Kürschner die Konkurrenz der Kaufhäuser und Modesalons. […] Repräsentiert das Kaufhaus die kapitalistische Betriebsweise per exellence, und besitzt es durch die Möglichkeit einer großen Auswahl und die Annehmlichkeiten des Besuches, eine große Anziehungskraft besonders auf weibliche Konsumenten, so ist der Modesalon, als hochwertiger Produktionsapparat dadurch gegen den Kürschner im Vorteil, dass er sich viel intensiver mit modischen Erzeugnissen (auch der Stoffkonfektion) befasst.“
Die etwas düstere Prognose von Larisch bewahrheitete sich eher nicht. Der Werbeaufwand der Großunternehmen verstärkte den Pelzabsatz auch der kleinen Kürschnereien. Hinzu kam, dass die wenigsten Textiliten einen Pelzservice anboten, dies übernahmen größtenteils die Kürschnerbetriebe.
Seit dem extremen Rückgang des Pelzumsatzes in der westlichen Welt, beginnend etwa vor 2000, befindet sich das Pelzgeschäft in Europa zunehmend wieder bei den verbliebenen Kürschnerbetrieben, einschließlich des damit verbundenen Service, wie Pelzumgestaltung und Änderung, Pelzkonservierung, Pelzreinigung usw.

### Deutschland

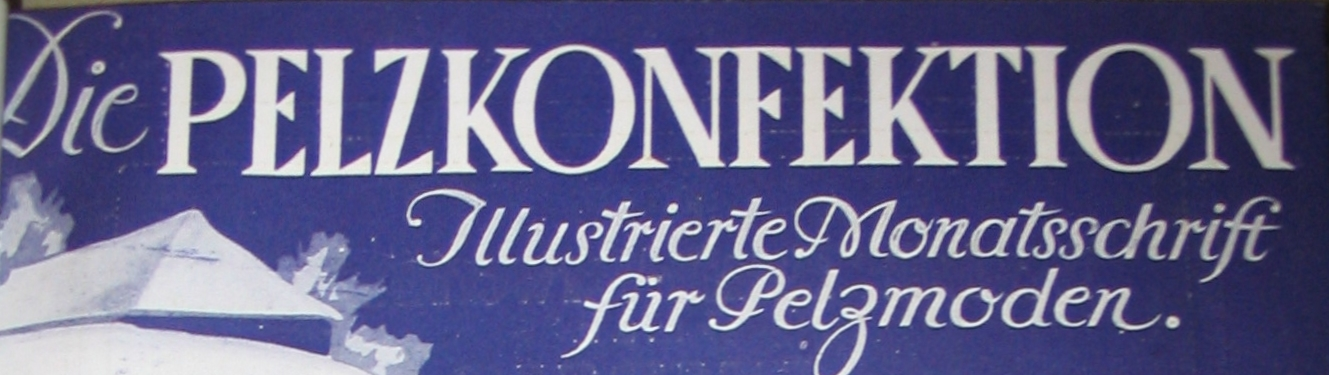
„Die Pelzkonfektion“, Titel einer Fachzeitschrift (1925)

Bis in das erste Drittel des 19. Jahrhunderts hielt der Kürschner noch wenig fertige Ware vorrätig, wie Muffen, Pelzkragen, Pelzmützen und andere kleine Pelzteile. Er arbeitete auf Bestellung, machte Reparaturen, unterhielt eine Pelzsommeraufbewahrung. Erst um die 1830er Jahre wurde es üblich, auch Herren- und Damenpelze und „überhaupt feine Pelze“ fertig zu führen und die Ladenflächen dafür zu vergrößern und auszustatten. Einige der ersten Berliner Firmen waren Herpich, Michelet, Zeitz und Braß.
Die sogenannten Engrosbetriebe traten verhältnismäßig spät auf. In den 1850er Jahren bestanden bereits einige Firmen, die der hauptsächlichen Pelzmode entsprechend Bisammuffe und Ähnliches im Großhandelsverkauf anboten, aber nur in geringem Umfang und in den nachgefragtesten Fellarten. Erst mit dem Aufschwung der Stoffmantelkonfektion bildete sich auch eine Pelz-Großhandelskonfektion. Während der internationale Fellhandel, die Fellzurichtung und -veredlung wesentlich über Leipzig erfolgte, kam die deutsche Pelzkonfektion zumeist aus Berlin. Begründet wurde sie in Berlin durch die Firmen H. Wolff, A. & S. Segall, es folgten Gebr. Hermann und andere. Neben dem innerdeutschen Geschäft wurde nach England, Skandinavien, Südamerika und andere Länder exportiert. Außer Muffen, Pelerinen und Pelzstolas wurden bald in großer Zahl auch Pelzmäntel fabriziert. Auch Fellboas aus Feh- und Fuchsschweifen wurden von Schweifdrehern in großem Umfang hergestellt und in Berlin vertrieben. Anfang der 1890er Jahre, trat „namentlich mit der Einführung der Stola, ein großer Umschwung ein. Die Mode begünstigte Pelzwaren und der Bedarf wurde ein ungeheurer“.
Anfang der 1920er Jahre waren in Berlin 80 größere und kleine Engrosfabrikanten tätig, die zusammen jährlich durchschnittlich über 40 Millionen Mark umsetzten und mehrere Tausend Mitarbeiter beschäftigten. Daneben hatten sich sehr viele Mantelkonfektionsfirmen in den großen deutschen Warenhäusern eigene Kürschnerwerkstätten eingerichtet. Die Zahl der Kürschner-Detailgeschäfte in Deutschland betrug etwa 6000, von denen ein Großteil jetzt seinen hauptsächlichen Bedarf fertig bezog und sich nur noch mit Reparaturen, Änderungen, Pelzkonservierung und anderen Dienstleistungen beschäftigte. Als Nebenartikel führten viele Mützen, Hüte, Schirme und andere Waren.
Die Berliner Großhandels- und Detailgeschäfte beschäftigten um 1925 zusammen etwa 2000 männliche und 3000 weibliche Arbeitskräfte, das kaufmännische Personal nicht mitgezählt. Außerhalb Berlins bestand noch eine große Pelzwarenfabrik in Hamburg, eine große und mehrere kleine in Breslau und etwa sechs Firmen in Nordrhein-Westfalen, die mit der Herstellung von Pelzkonfektion beschäftigt waren. Um diese Zeit hatte mit dem Erstarken der Produktion in England der Export nach dort stark nachgelassen. Dagegen nahm die Ausfuhr nach Frankreich, Skandinavien, Belgien, die Niederlande, Südamerika und anderen Ländern stark zu. Einzelne Unternehmen hatten Filialen in Paris, London, Amsterdam. Brüssel usw. Alle Exporteure unterhielten zudem Reisende im In- und Ausland.
Der Verband der Konfektionskürschner zu Leipzig war bis zur Neuorganisation des deutschen Handwerks unter den Nationalsozialisten im Jahr 1933 mit sämtlichen Mitgliedern dem Reichsbund der Deutschen Kürschner angeschlossen. Im Rahmen der Eindeutschung fremdländischer Begriffe teilte die Industrie- und Handelskammer Berlin mit, dass die Bezeichnung Konfektion nur noch bis zum 31. Oktober 1936 benutzt werden dürfe. Stattdessen sollte künftig nur noch die Bezeichnung „Kleidung“, „Bekleidung“ beziehungsweise „Bekleidungsindustrie“ verwendet werden.
Die aufwändig gestaltete Zeitschrift „Die Pelzkonfektion“ wurde vom Berliner Verlag Carl Schmalfeldt herausgegeben. Die erste Ausgabe von 1925 umfasste 114 Seiten und enthielt unter anderem extra eingeklebte Pelzmodegrafiken.

#### Bundesrepublik

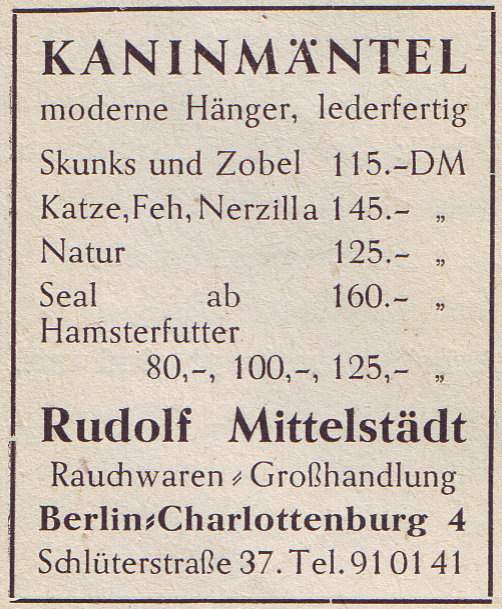
„Kaninmäntel“, Anzeige des Berliner Pelzkonfektionärs Rudolf Mittelstädt in einer Pelzfachzeitschrift (1949)

Die vor dem Zweiten Weltkrieg am Leipziger Brühl befindliche Konzentration des Rauchwarenhandels verlagerte sich nach dem Krieg sehr schnell aus der Sowjetisch besetzten Zone ins westdeutsche Frankfurt am Main, dort mit der Niddastraße als Mittelpunkt. Durch die Aufnahme von Pelzkonfektion einzelner Fellhandelsfirmen entwickelte sich das Pelzviertel auch zu einem Hauptsitz der Pelzkonfektionäre. Im Großraum Frankfurt waren um 1985 von 443 bundesdeutschen und West-Berliner Konfektionsfirmen allein 192 (43,3 %) angesiedelt, von denen 148 Betriebe Mischbetriebe waren, also auch Felle verkauften. Nicht mitgerechnet sind dabei die 105 Konfektionäre, die sich auf Pelzkopfbekleidung spezialisiert hatten. Bevorzugter Standort der Konfektionäre war das Pelzviertel am Bahnhof mit 102 Betrieben, in dessen Nachbarschaft befanden sich weitere 77 Firmen. In den seltensten Fällen fand die Produktion im eigenen Haus, in den teuren Mietlagen der City, statt. Neben vielen Vertretungen ausländischer Firmen auf Kommissionsbasis durch ortsansässige Betriebe unterhielten sechs deutsche und zwei ausländische Konfektionsunternehmen eigene Filialen in Frankfurt, die vor allem als Kontaktadressen und als Verkaufslager dienten. Geschätzte 85 Prozent der in Deutschland gefertigten Konfektionsteile kamen irgendwie mit dem Frankfurter Markt in Berührung. Von Frankfurter Firmen waren dagegen insgesamt neun Niederlassungen, davon acht im Inland und eine in New York, gegründet worden, hinzu kam der Kontakt mit den internationalen Pelzmärkten über feste Kommissionäre an allen wichtigen Plätzen. Eine kleinere Anhäufung bildete sich wieder in Westberlin, gehandicapt durch die Insellage inmitten der DDR.
In einer Studie des Jahres 1985 wurde festgestellt, dass die aus dem Fellhandel kommenden Konfektionäre ausschließlich Großserien nach Musterkollektionen fertigten, die sie an die Pelzdetaillisten im Fachhandel, seit den davorliegenden Jahren aber zunehmend auch an Warenhäuser, Versender, Selbstbedienungsmärkte, Discounter usw. im In- und Ausland absetzten. Viele der großen Kauf- und Versandhäuser versorgten, vom Umfang her voran die Firma Hertie, ihre Pelzabteilungen mit der in eigener Regie hergestellten Ware. Die Herstellung erfolgte entweder in eigenen Werkstätten oder im Lohnauftrag bei sogenannten Zwischenmeistern. Das galt nicht nur für komplette Pelzteile, sondern auch für Pelzbesätze auf Stoffkonfektion. Für die Lagerverwaltung reichten durchschnittlich drei oder vier Angestellte. Im eigenen Haus am Platz erfolgte, wenn überhaupt, meist nur der Entwurf und die Zusammenstellung der Musterteile. Daneben bestand ein Großunternehmen, das mit etwa 200 Arbeitnehmern im Rauchwarenhandel und in der Konfektion mit eigener Werkstatt aus dem Rahmen fiel. Insgesamt hatten 1985 etwa 15 Firmen eigene Werkstätten, bei weiter rückläufiger Tendenz.
Die Konfektionierung erfolgte nicht nur für Pelze der unteren Pelzklassen, sondern bis hinauf bis in die höchsten Preisstufen in der „Haute Couture“. Etwa 30 Prozent des Umsatzes wurde mit modischen Artikeln des mittleren und gehobenen Genres erzielt, „die eine hohe Produktionsflexibilität, qualifiziertes Fachpersonal (wie zum Beispiel Designer)“ sowie qualitativ gute Verarbeitung und teilweise hochwertiges Material erfordern. Die restlichen 70 Prozent wurden mit sogenannter Standardware in Serienfertigung im unteren und mittleren Bereich mit weniger wertvollen Fellen erzielt. Auf diesem Markt erhielten die deutschen Konfektionsbetriebe zunehmend Konkurrenz aus  Niedriglohnländern, wie Taiwan, Hongkong, Südkorea und der Volksrepublik China. Dies führte dazu, dass die deutschen Unternehmen ihre Produktion ebenfalls ins lohngünstigere Ausland verlagerten, vor allem ins griechische Kastoria, wo bisher hauptsächlich die Pelzresteverwertung stattgefunden hatte, nach Malta und in die vorgenannten Länder. 1985 waren es noch etwa 30 Prozent der bundesdeutschen Konfektion, die auch hier produziert wurde.
Um 1983 war die Bundesrepublik das weltweit drittgrößte Verbraucherland für Pelze und zugleich weltgrößter Exporteur. Insbesondere bei hochwertigen Pelzen war es der stärkste Nachfrager, wie bei Kreationen aus Paris und Mailand und Nerzkollektionen aus Nordamerika. Diese Länder stellten, nach Österreich und der Schweiz, auch die Hauptkunden für deutsche Pelzkonfektion dar. Daneben begann Japan, wo ebenfalls Hochkonjunktur herrschte, ein wichtiger Abnehmer für Pelzkonfektion zu werden, als Statussymbol vor allem im hochwertigen Bereich. Was umso erstaunlicher war, als dort aus religiösen und gesellschaftshistorischen Gründen noch kurze Zeit zuvor Pelztragen nicht möglich war.
Der Absatz des Pelzgroßhandels erfolgte über Kollektionsmodenschauen auf Messen und Nachmusterungsschauen, über Rauchwarenkommissionäre und Besuche der Handelsvertreter vor Ort. Manche der Unternehmen erweiterten ihr Angebot durch einen Kollektionsaustausch mit ausländischen Pelzkonfektionsfirmen.
Die Pelzkonfektionsbetriebe sind zusammen mit dem Rauchwarenhandel und anderen Betrieben der Pelzbranche im Deutschen Rauchwaren-Verband organisiert.

#### DDR

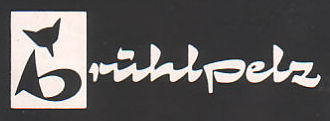
Logo „Brühlpelz“, aus einer Dokumentation von Pelzmodellen

In der devisenknappen DDR stellte die hier hergestellte Pelzkonfektion vor allem bald einen wichtigen Exportartikel dar, auch wenn es 1970 in dem DDR-Fachbuch „Rauchwarenherstellung und Pelzkonfektion“ eingangs hieß: „Pelzbekleidung gehört in unserer Republik zu den Gebrauchsgütern des täglichen Lebens“. Die Versorgung der einheimischen Bevölkerung mit Kürschnerarbeit blieb weitgehend in den Händen der bis zur Wende in erstaunlich großer Zahl vorhandenen privaten kleinen Kürschnerbetriebe. Die Autoren des Werkes bemerkten weiter, dass sich in den vergangenen 20 Jahren ein Umbruch von der handwerklichen Produktionsweise vollzogen hatte, moderne Industriebetriebe deckten in steigendem Maß den Bedarf an Pelzerzeugnissen.
Ausländische Aufträge kamen vor allem von Kaufhauskonzernen der Bundesrepublik, die wohl hauptsächlich die in Lohnaufträgen zu verarbeitenden Felle lieferten. Da es in Deutschland kaum ein Aufkommen an Fellen von Edelpelztieren gab, war man auch sonst auf den Import eines großen Volumens an Rohfellen angewiesen. Das traf auch für eine Vielzahl von Nutztierfellen zu, vor allem auf die verschiedenen Lamm-, Schaf-, und Zickelarten, die mit den vielseitigen Verarbeitungsmöglichkeiten den Hauptanteil der Versorgung des eigenen Marktes deckten. Die Bereitstellung der finanziellen Mittel für den Import roher Felle erforderte die Beteiligung der Rauchwarenindustrie am Export, um zur Erwirtschaftung des Gegenwertes beizutragen. Das Bestreben ging dahin, möglichst größere Mengen einheimischer Fellarten dem Markt zuzuführen, das waren vor allem Kanin-, nach dem Krieg das hauptsächliche Pelzmaterial der DDR, sowie zunehmend Schaffelle. Dazu sollte insbesondere die Hochveredlung mit farblichen oder Oberflächengestaltungseffekten der Felle durch die um das ehemalige Weltpelzhandelszentrum Leipziger Brühl noch von vor dem Krieg reichlich vorhandenen Pelzzurichtereien und Pelzveredlungsbetriebe beitragen.
Im Jahr 1963 wurde „im unmittelbaren Zusammenhang mit der sozialistischen Entwicklung der Leipziger Rauchwarenindustrie die Konzentration der Betriebe durch die Bildung eines Rauchwarenkombinates, das die Veredlung und Pelzkonfektion umfasst vollzogen. Im Zusammenwirken mit den Organen des sozialistischen Handels konnten die Erzeugnisse der Rauchwarenindustrie über die Spezialgeschäfte und die Kaufhäuser in immer stärkeren Maße neben dem individuell hergestellten Pelzmantel des Kürschnermeisters zur Bedarfsdeckung beitragen“. Dass die Aufträge hauptsächlich aus der Bundesrepublik kamen lässt sich auch daran festmachen, dass sich die Produktionsbetriebe der DDR in der Exportproduktion auf die industrielle Serienherstellung von Persianermänteln spezialisiert hatten, den Modepelz der Nachkriegszeit des Wirtschaftswunders in der Bundesrepublik.
In den 1960er bis 1970er Jahren konnten die DDR-Betriebe in den westlichen Ländern noch einfache Modelle aus Nutriafell in großer Stückzahl absetzen. Als es um 1983 mit dem Pelzabsatz zurückging, fing man um 1988 an eine modelligere Konfektion zu produzieren. Im ersten Halbjahr eines Jahres wurden die Modelle entworfen. Als Grundlage wurde eine waren- und länderbezogene Absatzkonzeption erarbeitet, die auf „Erkenntnissen der Marktforschung, Ergebnissen der Marktbearbeitung und der kommerziellen Tätigkeit sowie den Erfahrungen der umfangreichen Reisetätigkeit der Gestalter und Technologen“ aufbaute. Schon in dieser Phase arbeitete der Produktionsbetrieb VEB Brühlpelz eng mit den Pelzveredlungsbetrieben VEB Edelpelz Schkeuditz und VEB Sachsenpelz Naunhof zusammen, „denn der Kampf um die internationale Spitze beginnt bereits bei der Zurichtung und Veredlung der Felle“. Im Mai erfolgte die „Abschlussverteidigung der Studie“ und die Eröffnung des Entwicklungsauftrages. Daran beteiligt waren der Generaldirektor der VEB Kunstleder und Pelzverarbeitung Leipzig, der Außenhandelsbetrieb Interpelz, Vertreter der Veredlungsbetriebe sowie des Amtes für Standardisierung, Messwesen und Warenprüfung und des Amtes für industrielle Formgestaltung. Letztgenannte Institutionen entschieden im Herbst darüber, ob die vorgestellten Modelle das Qualitätsgütezeichen „Q“ und das Prädikat „Gestalterische Spitzenleistung“ erhielten und damit dem Weltniveau entsprachen. Anschließend wurden die Entwürfe weiter ausgearbeitet, die technischen und ökonomischen Dokumentationen erarbeitet und Muster angefertigt. Im Juni wurden die Skizzen mit dem Außenhandelsunternehmen Interpelz und dessen Vertretern im Ausland abgestimmt. Zur Herbstmesse wurden die Modelle den „Auslandsvertretern, Konzernen des kapitalistischen Marktes vorgestellt“. Es wurden in kurzer Zeit rund 60 bis 70 Jacken- und Mantelmodelle „als Siegel-, Konter- und Schaumuster“ ausgefertigt und zu Länderkollektionen zusammengestellt. Diese Kollektionen wurden als sogenannte „Visitenkarte“ an die Geschäftspartner in Frankreich, Italien, Skandinavien und die Bundesrepublik gesandt. Bei Bestätigung der Muster aus dem Ausland wurden spezielle Kundenwünsche berücksichtigt. Auf diese Weise wurden fast nur Auftragsarbeiten durchgeführt, eine Lagerhaltung fand nur in geringem Umfang statt. Der Anteil von Nutria am Exportumsatz betrug 46,2 Prozent. Die am Beispiel Nutria dargestellte Entwicklung war auch für alle anderen Pelzartikel relevant.

### Österreich

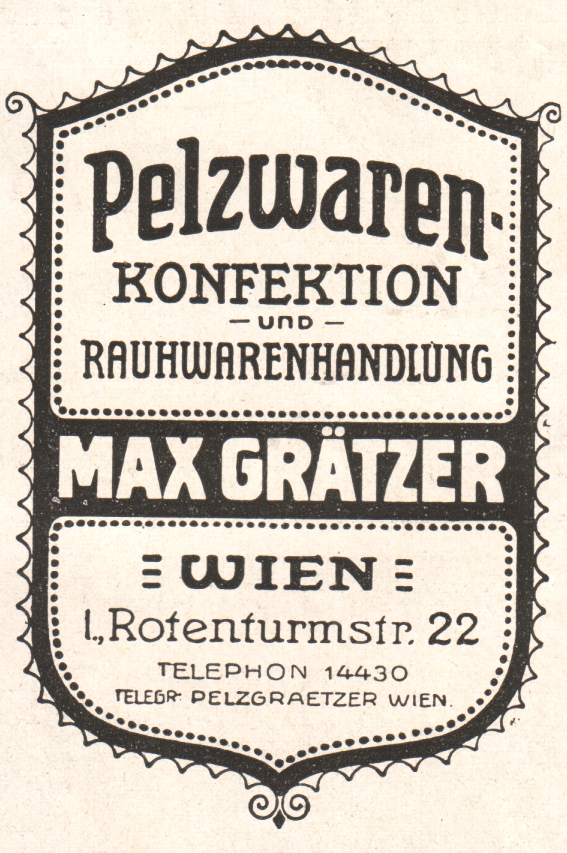
„Pelzwaren-Konfektion und Rauhwarenhandlung Max Grätzer, Wien“ (1922)

Bis in die 1880er Jahre bestand das Pelzgeschäft in Österreich ausschließlich als Einzelhandel. Über die Anfänge der Konfektion schrieb der Wiener Kürschner Alexander Tuma jun. rückblickend: „Um die Jahrhundertwende [19./20. Jahrhundert] beherrschte die Pelzgarnitur noch völlig das Bild. Es gab […] einen ungeheuren Formenreichtum, dem von Jahr zu Jahr neue Fellarten und Farbtöne zugrunde gelegt wurden. Mit drei bis fünf großen Musterkoffern gingen die Reisenden der Engroshäuser auf die Tour. Freilich sortierten sie draußen die gangbaren Artikel in ein oder zwei Handkoffer, schon um von den täglichen Reisediäten einen erheblichen Teil für sich zu ersparen, für kleinere Ortschaften genügte sogar eine »Spritztour« mit Handkoffer.“
Als erste war es die Firma Toch (gegründet 1871), die ihr Geschäft seit den 1880er Jahren auf den Exporthandel ausdehnte. Andere Wiener Firmen folgten mit insgesamt großem Erfolg. Einige Firmen, wie Tlusty, Knöpflmacher & Co. richteten im Umland regelrechte Fabriken ein, um sich die dortigen billigen Arbeitskräfte nutzbar zu machen. Anfangs deckten sie hauptsächlich den Bedarf der österreichischen und ungarischen Industrie, am Welthandel beteiligten sie sich vorzugsweise durch ihre Leipziger Filialen. Bald jedoch spielten die vorzüglich gearbeiteten Fabrikate der österreichischen Pelzwarenfabrikation auch auf dem Weltmarkt eine bedeutende Rolle.
Eine Besonderheit für Österreich war der „Stückmeister“, ein für den Großhandel arbeitender Kürschner. Er entsprach etwa dem in Deutschland in der Pelzbranche tätigen „Zwischenmeister“. Alexander Tuma jun. schilderte die Wiener Verhältnisse: „So um 1906 kam es zu den ersten Lohnbewegungen dieser bisher so wenig beachteten emsig schaffenden Menschen, denen die Großbetriebe mit einem Teil ihrer Stellung zu verdanken hatten. So ein Stückmeister hatte für die Anfertigung eines runden Muffes aus langhaarigen Kaninfellen (1½ Fell pro Muff) ungefähr 15 Kreuzer bekommen. Das waren Hungerlöhne und mußten die Leute 12-16 Stunden täglich rackern, um sich und ihre Familie erhalten zu können. Es kam zu Lohnkämpfen; Tarife wurden ausgearbeitet und nach langen Verhandlungen durchgedrückt.“ Tuma stellte zugleich fest, dass es anderswo – in Berlin, Prag, Budapest und Paris – genauso oder ähnlich zugegangen ist.

### Frankreich

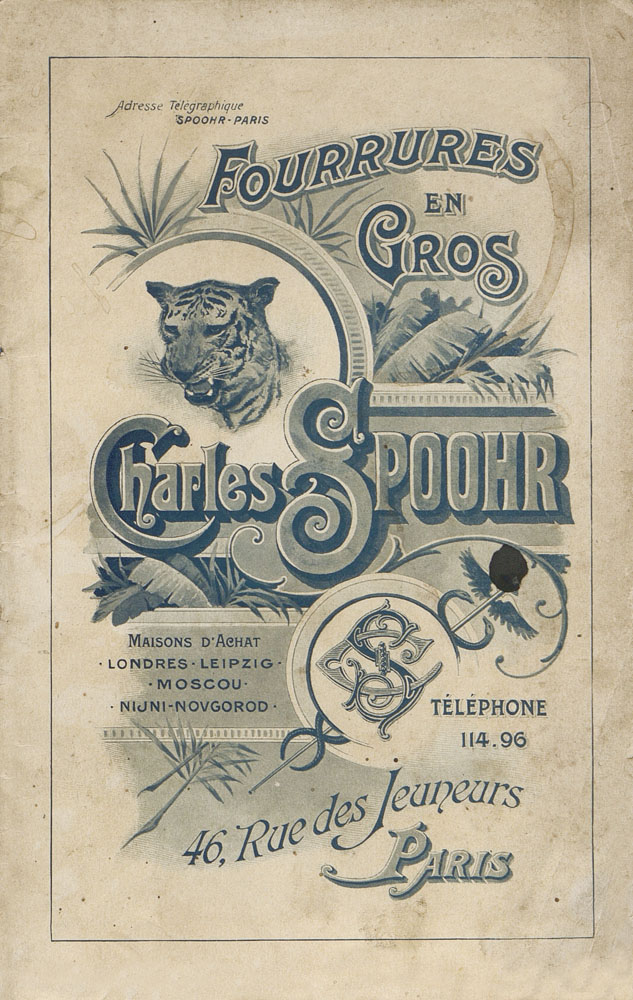
Charles Spoohr, Pelzgroßhandel, Paris, Katalogtitel (1899/1900)

Zumindest für Europa war das 1839 von Victor Revillon (* 1806; † 1873) erworbene Pariser Unternehmen François Givelet, unter dem Namen Revillon, später Revillon Frères, weitergeführt, das erste größere Unternehmen mit dem Vertrieb von Pelzkonfektion, es unterhielt dort eine der ersten Pelzwarenfabriken. Die überaus erfolgreiche Idee des Ehepaares Revillon war es, Pelze dadurch preiswerter zu machen, dass man auch bisher weniger beachtete Fellarten der Verwendung zuführte. Begünstigt wurde das Vorhaben dadurch, dass zu der Zeit viele große Kaufhäuser entstanden, die anfangs zögerlich, aber doch sehr bald die Revillon-Kollektionen in ihr Angebot und ihre Kataloge aufnahmen. Die Luxuspelze wurden auch an große Kaufhäuser in Europa, Japan und Mexiko geliefert.
Die Trennung zwischen handwerklicher und industrieller Produktion zeigte sich in Paris auch in einer Trennung der Berufsschule. Alexander Tuma jun. bemerkte bei einem Besuch in Paris vor 1967, dass es dort eine der österreichischen ähnliche Schule für handwerkliche Betriebe gab. Eine zweite, staatlich subventionierte für Nichtkürschnerbetriebe, „also den Engros- und Export- wie Pelzhandelsunternehmungen“, kam ohne Lehrherrn aus, hier wurde der Nachwuchs nur in der Schule ausgebildet.

### Großbritannien

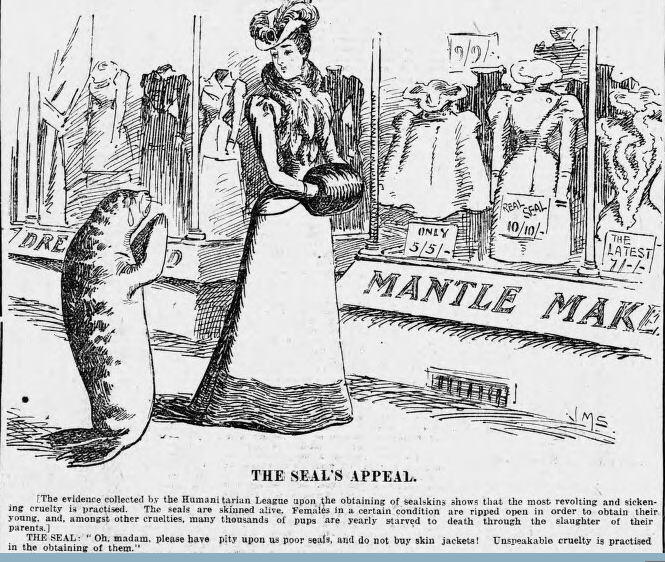
Karikatur als Protest gegen das Robbenschlachten für Pelzzwecke (Großbritannien, 1999)

Das europäische Großbritannien hatte seinen weltweiten Pelzhandelsplatz im Londoner Viertel Garlick Hill. Dort wurden vor allem Pelzfelle importiert und wieder exportiert, teils auch zugerichtet, teils auch zu Halbfertigprodukten verarbeitet. Der erste nach außen gearbeitete Pelz der Moderne war ein Sealjacket. Zugleich initiierte diese Jacke eine Mode dieser Pelzart, die mit zahlreichen Imitationen anderer Fellarten, wie vor allem Sealkanin, ihren Bestand bis nach dem Zweiten Weltkrieg hatte. So bedeutend England im Fellhandel und immer wieder für die allgemeine Mode war, in der Pelzmode spielte es später keine Rolle mehr.
Der Londoner Rauchwarenhändler Francis Weiss erinnerte sich:

„Die Londoner Pelzbranche erreichte den Höhepunkt der Expansion im Zeitalter zwischen den beiden Weltkriegen. Das Gebiet, beherrscht durch den Rauchwarenhandel, erstreckte sich, ausgehend von dem Lampsonschen Auktionskomplex, entlang der Themse, beinahe bis zum Tower und Blackfriars, Queen-, Upper Thames-, Queen Victoria Street etc. und all die vielen kleinen Gäßchen und Winkel bis hinüber zur St. Pauls Kathedrale zeigten die Firmenschilder von mehr und minder bedeutenden Fellhändlern und Kommissionären. Näher zum Dom hausten Großkonfektionäre, im Eastend Hunderte von Fabrikanten und Zwischenmeistern. Über dem Strom im Dockland waren viele Lagerhäuser ebenfalls durch unsere Branche belegt.'“

### Griechenland

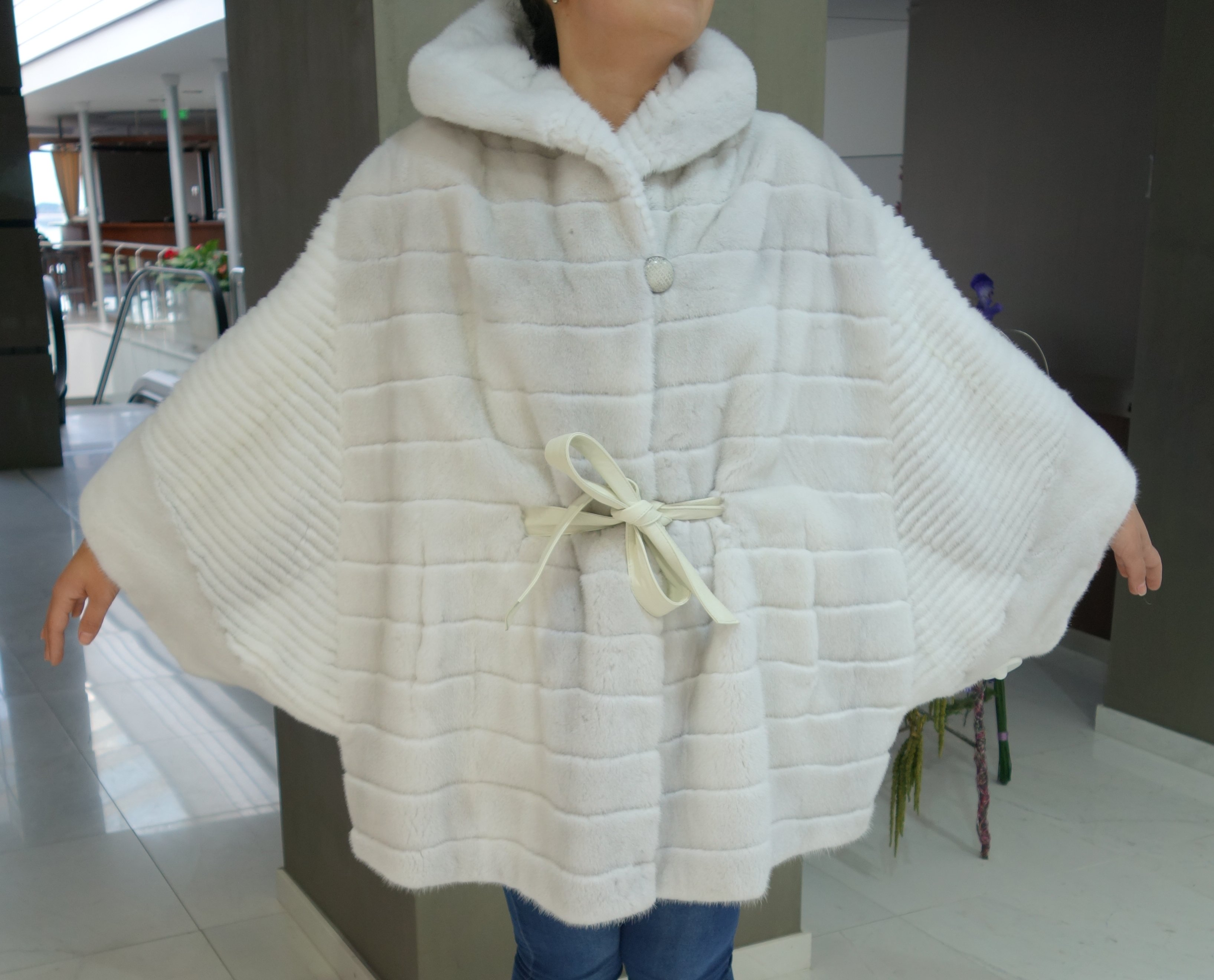
Marco Varni, Präfektur Kastoria, Nerz-Capejacke (2014)

Die Pelzverarbeitung und der Pelzhandel Griechenlands befindet sich schwerpunktmäßig mit weit überregionaler Bedeutung im Regionalbezirk Kastoria, um und in der Stadt Kastoria und dem kleineren Siatista. Ursprünglich beschäftigte man sich hier fast ausschließlich mit der Verwertung der in der westlichen Welt bei der Pelzverarbeitung anfallenden „Fellstücken“.
Im Jahr 1978, zur Hauptzeit der westlichen Nachkriegspelzmode, beschrieb Leonidas Pouliopoulos die inzwischen etwas gewandelte Situation in Kastoria:
„Die Arbeit der Kastorianer gliedert sich in zwei Hauptteile:
1. Die Herstellung von Bodys aus Nerz-, Persianer- und anderen Pelzabfällen.
2. Die Herstellung von Mänteln, Jacken und Paletots hauptsächlich aus Nerz- und Persianerfellen in Lohnarbeit.
Die Verarbeitung von Fellresten (Pelzabfälle) ist noch heute die Haupttätigkeit, die größtenteils auf eigene Rechnung der einheimischen Firmen geschieht.“
Die aus Kastoria nach Amerika exportierte Pelzkonfektion bestand um 1980 noch zu 98 Prozent aus Fellstücken.
Etliche der kleinen Pelzverarbeitungsbetriebe haben sich jedoch inzwischen zu großen Konfektionshäusern entwickelt. Große, teils pompöse Häuser um Kastoria zeugen davon, dass sie nicht nur Großhandel betreiben, sondern dass auch der Einzelhandelsverkauf ein ganz wichtiger Umsatzträger ist. In der Vergangenheit wurden aus Russland und den Emiraten zeitweilig Charterflügen durchgeführt, wenn ein Kauf zustande war der Flug umsonst. Auch unterhielten die Konfektionäre Geschäfte in den großen Städten und Badeorten Griechenlands, Russlands, den Emiraten (Dubai) und andernorts. Einige kleinere Kürschner haben Ausstellungsräume im gemeinsamen „Edika Kastorian Fur Center“.
Dieser Wirtschaftszweig ist noch heute auf internationalen Märkten erfolgreich, auch sind griechische Pelzkaufleute und Konfektionäre auf der ganzen Welt ansässig und pflegen die Verbindungen in ihre Heimat, wenngleich auch griechische Unternehmer die Produktion zunehmend nach Billiglohnländern, vor allem China, verlagerten. Im Mai 2022 fand in Kastoria, „dem einzigen Produktionszentrum in der westlichen Welt“, die 47. Pelzmesse „International Fur Fair“ statt.

### Italien

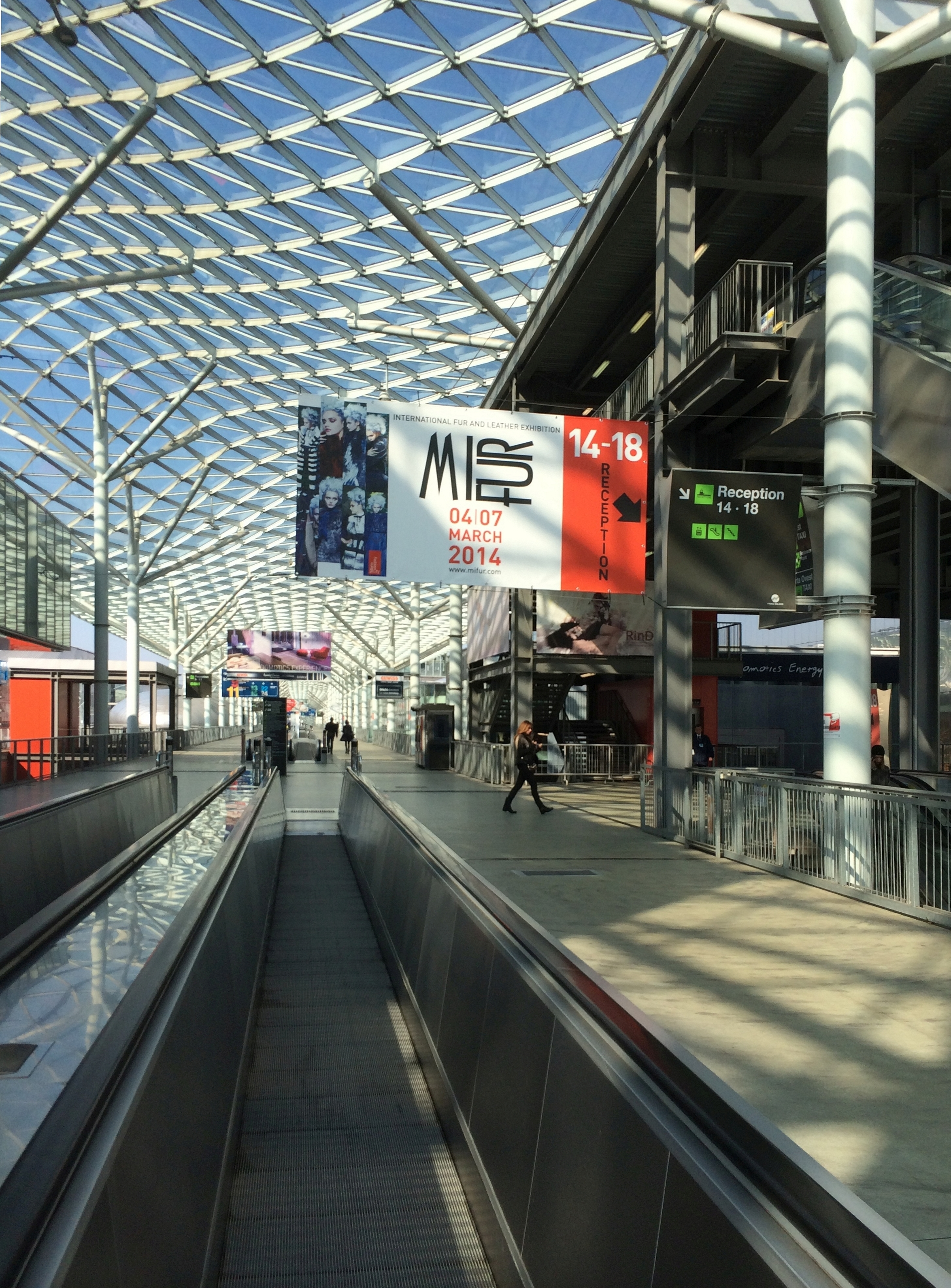
Plakat der Pelzmesse Mifur auf dem Zuggleis nach Mailand (2014)

Italien entwickelte sich nach dem Zweiten Weltkrieg zu einem wichtigen Lieferanten für modische Pelzkonfektion. Wesentlichen Anteil daran hatten Modeunternehmen wie die der Schwestern Fendi, die dank ihres herausragenden Designs vor allem im hochpreisigen Genre von allen exklusiven Pelzdetaillisten geführt wurden. Zahlreiche, teils sehr große Produktionsstätten, wie Eurofur, sorgten, nicht zuletzt dank niedriger Löhne, für ein zusätzliches Angebot im unteren Preisniveau. Mit entscheidenden Anteil an dem Erfolg hatte die jährliche Pelzmesse „Mifur“ in Mailand.

### China

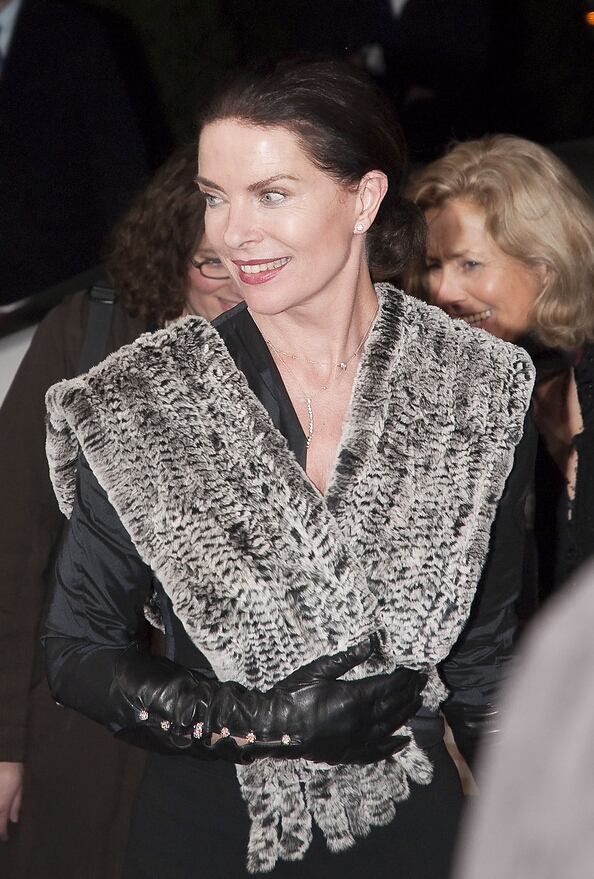
Gudrun Landgrebe mit einem, in der Zeit typischen, geflochtenen Schals chinesischer Produktion (Berlinale 2008)

China gehört zu den größten Pelzkonfektionsproduzenten und Pelzverbraucherländern. Historisch weit zurückgehend bestand die Herstellung von Pelzkonfektion vor allem in der Anfertigung von Halbfabrikaten. Typisch waren sogenannte Fellkreuze, aus den mit wenigen Arbeitsschritten die traditionell locker fallende Landeskleidung mit ihren weiten Ärmeln angefertigt werden konnte. Die Kürschnerei hat hier eine lang zurückreichende Tradition. In den nördlichen und mittleren Landesteilen machte das Klima Pelzkleidung zur Notwendigkeit, feines Pelzwerk gehörte außerdem zur offiziellen Tracht der Mandarine.
Die einfache, über Jahrhunderte gleichbleibende Tracht begünstigte die Massenanfertigung von Pelzbekleidung. Insbesondere in Shansi bestanden zahlreiche Großkürschnereien. Sie fertigten die verschiedenen Fellarten zu Futtern, hauptsächlich in zwei Größen, die Maquas oder Kreuze zum Füttern von Reitjacken, und lange Röcke mit verhältnismäßig schmalen, langen Ärmeln. Angestellte, Agenten und Kunden dieser Engroskürschner verbreiteten die Fabrikate über das ganze Reich bis in das ferne südliche China. Sie unterhielten Verkaufsläden in allen chinesischen Städten, in denen man auch die Futter, mit Seidenstoffen bezogen, als fertige Kleidungsstücke kaufen konnte. In einzelnen Städten befanden sich ganze Straßenreihen nur mit Kürschnerläden, zum Beispiel in Peking oder Mukden.
Mitte des 19. Jahrhunderts produzierte die Pelzkonfektionsindustrie noch hauptsächlich Felldecken. 1882 begannen ausländische Firmen Felldecken aus Xuanhua („Suhanwa“) zu beziehen, 1891 betätigte sich das erste Unternehmen aus dem Pelzverarbeitungs- und Handelszentrum Tientsin auf dem Weltmarkt.
Im Jahr 1974 wurde im Zusammenhang mit einem Bericht über die Frühjahrsmesse in Kanton von der Pelzfachpresse vor allem die Fellmützen hervorgehoben, die sich mehr und mehr durchsetzten. Die ersten eingetroffenen Konfektionsstücke in Fellarten wie Kanin, Waschbär und vor allem Bisam waren von deutschen Kunden positiv aufgenommen worden. Die Verarbeitung war einwandfrei und fachgerecht und die Preise waren „interessant“. Die in Deutschland teilweise vermissten besten Qualitäten bei den importierten Fellen waren im Land „offensichtlich bei der Herstellung von Fertigware verbraucht“ worden. Vier Jahre später konnten auf der Konfektionsmesse in Peking bereits viele Nachfragen nicht mehr erfüllt werden. Es hieß: „Fast schon ein Schock war für die Einkäufer die Tatsache, dass überhaupt keine naturgrauen Zickeljacken angeboten wurden“, sie waren bereits zuvor ausverkauft worden. Andere Angebote waren Jacken aus Hundefell, Wieseljacken und Mäntel, Jacken aus chinesischen Rotfuchsfellen, Kaninfellpelze und Modelle in Patchworkverarbeitung.
Die Geschichte der Pelzindustrie in der chinesischen Sonderverwaltungszone Hongkong reicht zurück in die 1930er Jahre, als einige erfahrene Kürschner aus Shanghai und Ningbo hier Werkstätten und Einzelhandelsgeschäfte eröffneten. Anfänglich bediente der Handel den örtlichen Markt, der durch den wachsenden Wohlstand der einheimischen Kundschaft stetig wuchs, hinzu kam eine beständig wachsende Anzahl von Touristen. In den 1950er und 1960er Jahren siedelten sich fortwährend weitere Kürschner aus Shanghai an. 1970 öffnete sich der Markt nach Japan, verbunden mit einer erheblichen Zunahme des Exports. Eine Zeitlang war Hongkong der weltgrößte Exporteur von Pelzwaren. Die Hafenstadt hatte sich zu einem bedeutenden Lieferanten von Pelzkonfektion entwickelt, hauptsächlich im Billigpreisbereich. 1981 gab es hier zweihundert Pelzfabriken mit 10 bis 600 Mitarbeitern. Als eigentlicher Begründer der dortigen Pelzindustrie wurde Mr. Stephen Fong genannt, der etwa 1940 sich mit seinen mitgebrachten Arbeitnehmern hier angesiedelt hatte. Seit 1982 findet alljährlich die Pelzmesse Hong Kong International Fur Fair statt. Um 1991 betrug der weltweite Export von Pelzbekleidung aus Hongkong über eine halbe Milliarde DM. Die Produktionsstätten lagen jedoch nicht in den damals mit von der chinesischen Regierung ausgewiesenen Gebieten mit Sonderstatus (zum Beispiel Shenzhen an der chinesischen Hongkong-Grenze), sondern grenznah dahinter auf „tatsächlich“ chinesischem Bereich, wo ein Monatslohn etwa 120 Mark betrug.

### USA, Kanada

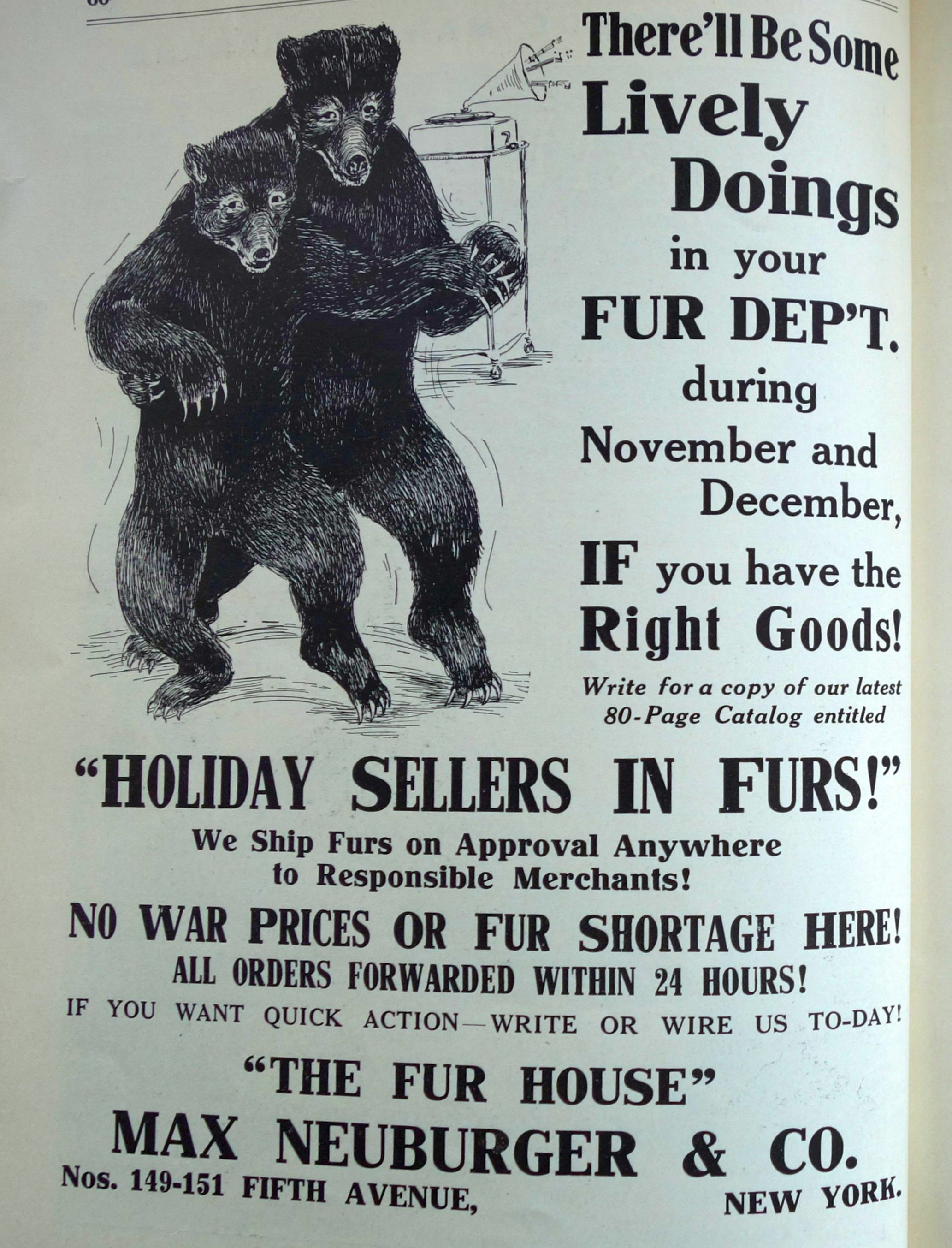
„The Fur House“ Max Neuburger, New York (Anzeige 1914)

In Nordamerika ging die Industrialisierung mit Spezialisierung und Massenproduktion, auch in der Pelzherstellung, sehr viel schneller voran als in der restlichen Welt. Das New Yorker Pelzviertel gehörte bald zu den drei großen Welt-Rauchwarenhandelszentren. Bedeutender als in London und Leipzig befand sich dort auch das Zentrum der industriellen Pelzfertigung mit den Pelzkonfektionsunternehmen. Im Jahr 1925 gab in New York City 1353 Pelzwarenfabrikanten mit 10.343 Arbeitnehmern. Die Ausgaben für Löhne beliefen sich auf 25.677.794 Dollar, es wurden Rohmaterialien für 126.580.565 Dollar eingekauft und fertige Pelzwaren für 197.437.970 Dollar verkauft.